# Boom hodowli owiec w Patagonii

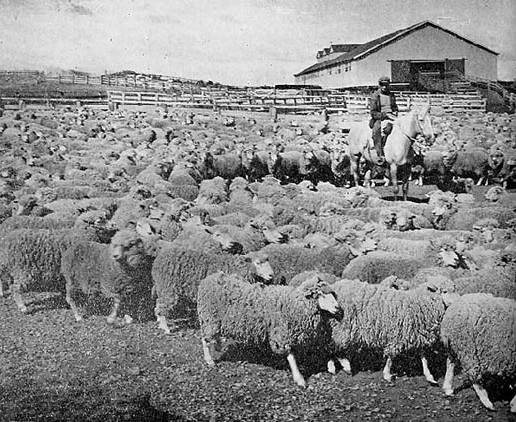
Stado owiec na Ziemi Ognistej należące do Sociedad Explotadora w 1942 roku

Boom hodowli owiec w Patagonii zapoczątkowany został na przełomie XIX i XX wieku w południowych regionach trawiastych (tzw. pampa) Patagonii argentyńskiej i chilijskiej czyniąc te regiony jednymi z najważniejszych obszarów hodowli owiec na świecie. Boom hodowlany przyciągnął na południe Patagonii tysiące imigrantów z wysp Chiloé i Europy. Wczesna hodowla owiec w Patagonii związana była z produkcją wełny, ale wraz z rozpowszechnieniem się lodówek przemysłowych ukierunkowała się na produkcję i eksport mięsa. Oprócz zachodzących zmian demograficznych i rozwoju gospodarczego regionu, masowa hodowla owiec wpłynęła również na środowisko naturalne.
Hodowla owiec w Patagonii rozwijała się w gospodarstwach rolnych typu estancja, których administratorami były korporacje. W gospodarstwach, oprócz administratorów, mieszkali również ranczerzy i robotnicy.  
Przedsiębiorstwo Sociedad Explotadora de Magallanes w 1901 roku posiadało ponad 200 000 owiec.

## Historia
W 1843 roku rząd Chile założył kolonię na Półwyspie Brunswick w celu zapewnienia sobie zwierzchnictwa i kontroli nad strategicznymi obszarami położonymi nad Cieśniną Magellana. Wczesna hodowla owiec w chilijskiej kolonii była bardzo skromna. Pierwsza masowa hodowla owiec na obszarach położonych nad Cieśniną Magellana została założona przez brytyjskich imigrantów w latach 70. XIX wieku w Punta Arenas.
Pierwsza udana hodowla owiec została rozpoczęta przez Anglika Henry'ego Reynarda w 1877 roku na Wyspie Isabel. Owce te zostały sprowadzone na wyspę Isabel przez chilijskiego gubernatora Diego Dublé Almeida z Falklandów w 1876 roku. W porcie Stanley gubernator zakupił 300 owiec, które następnie zostały odsprzedane w Chile. Sukces hodowli w 1878 przyczynił się do powstawania nowych ferm.
Wszystkie najlepsze tereny położone nad Cieśniną Magellana nadające się pod wypas owiec zostały wynajęte do 1884 roku.

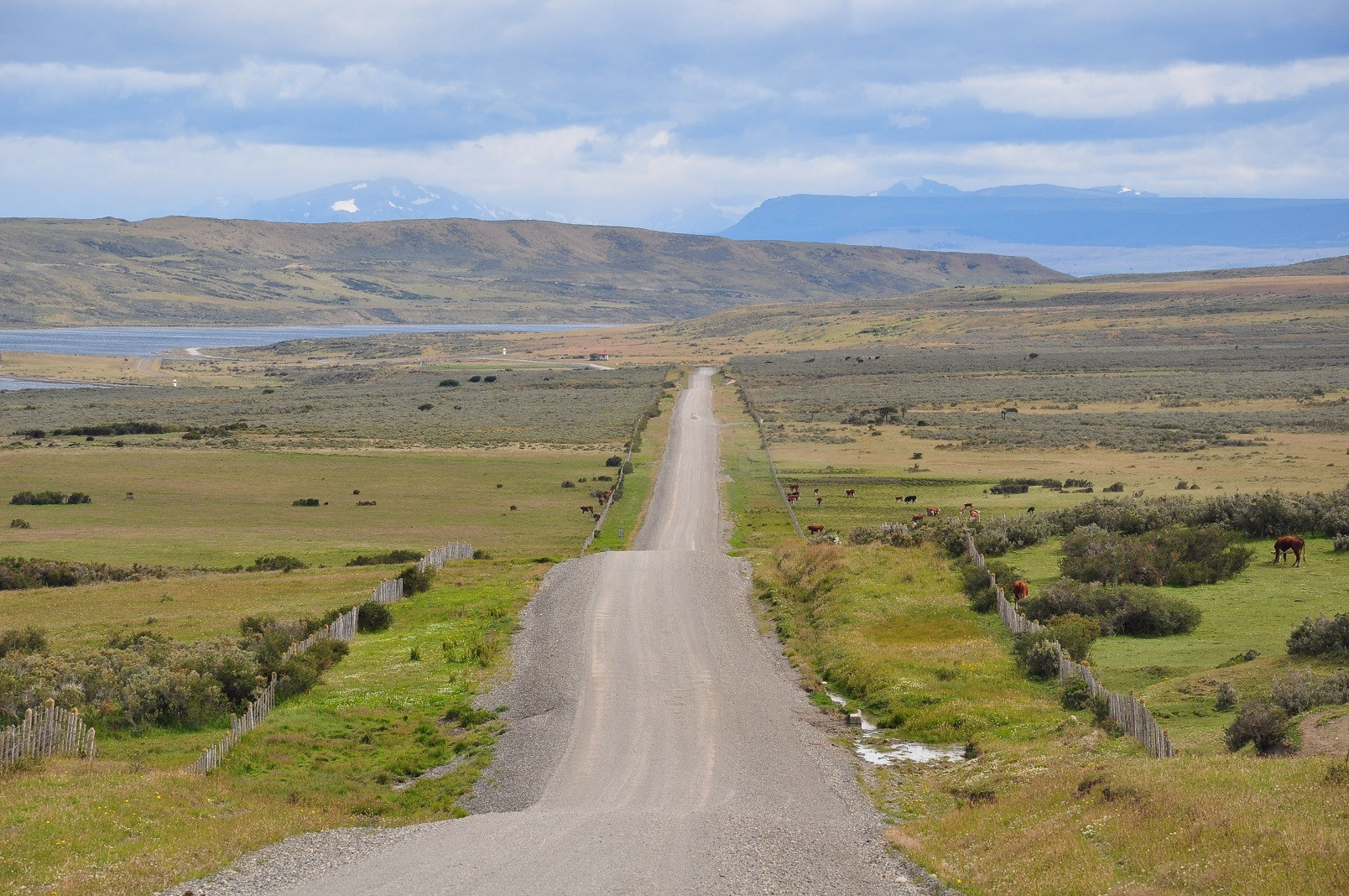
Obszary trawiaste na wyspie Riesco, około 70 km na północ od Punta Arenas

## Wpływ na środowisko
Hodowla owiec zapoczątkowana przez człowieka pod koniec XIX wieku w południowych regionach Patagonii wpłynęła na krajobraz tego rejonu świata. W celu pozyskiwania obszarów pod wypas owiec doszło do karczowania lasów położonych wzdłuż Cieśniny Magellana i nad wybrzeżem Atlantyku. Ponadto badania wskazują, że odchody owiec przyczyniły się do eutrofizacji wód w lagunie Potrok Aike (Argentyna), jak i do erozji gleb w wyniku niszczenia przez stada owiec pokrywy roślinnej.